# Riskware
Riskware – oprogramowanie, które nie jest szkodliwe per se, lecz ze względu na swoje możliwości przy nieumiejętnym stosowaniu może być niebezpieczne dla użytkownika. 
Najlepszym przykładem jest rodzina programów VNC i NX – służących do zdalnej pracy na komputerze. Wystarczy, że użytkownik zainstaluje na swoim komputerze taki program i ustawi łatwe do odgadnięcia hasło lub zostawi je "puste". Wówczas atakujący haker może bardzo łatwo przejąć kontrolę nad takim komputerem, zainstalować na nim szkodliwe oprogramowanie i wykraść dane lub wykorzystać ofiarę do ataków na inne komputery czy np. do rozsyłania spamu.
Coraz częściej programy antywirusowe informują o potencjalnym zagrożeniu związanym z używaniem programów typu riskware już podczas próby pobierania takiego programu z internetu lub instalacji go w komputerze.